# 拓郎マチャミのみんな歌えるスーパーヒット
拓郎マチャミのみんな歌えるスーパーヒット （たくろうまちゃみのみんなうたえるスーパーヒット）は、2002年と2003年に2回だけ、フジテレビ系列で放送された音楽特別番組のこと。
吉田拓郎と久本雅美の司会で、大物アーティストがスタジオに集結し、それぞれの代表曲を熱唱したり、過去のVTRを見ながらトークに花を咲かせるなど、懐かしさと新鮮さがマッチした内容だった。

## 第1回「拓郎&マチャミの夜のヒットパレード」
- 放送時間

2002年8月14日（水曜日）19:00-20:54（JST）
- 出演

和田アキ子、ビリーバンバン、かぐや姫、氷川きよし、島谷ひとみ、他、中継ゲスト北島三郎、原田悠里、山本譲二、小金沢昇司。
- 演奏

三原綱木とザ・ニューブリード、東京放送管弦楽団
- 放送内容

2時間にわたる生放送。「夜のヒットスタジオ」のオマージュとして、「夜ヒット」と同様に最初にオープニングメドレーを行い、その後夜ヒット総集編のVTRを見つつ、ゲストの新曲やなつかしの曲を歌った。

## 第2回「拓郎マチャミのみんな歌えるスーパーヒット」
- 放送時間

2003年10月12日（日曜日）20:00-20:54
- 出演

杏里、世良公則、工藤静香、Every Little Thing、後藤真希、ほか。
- 放送内容

前回同様、ゲストがなつかしの曲を熱唱。好評だった第1回とは異なり、録画での放送となった。